# Oedebasis regularis
Oedebasis regularis là một loài bướm đêm trong họ Noctuidae.